# Ferdinand Kaufmann (Musiker)
Ferdinand Kaufmann, Künstlernamen: Beretvas und Ferdy Kauffman (* 14. Juni 1877 in Anspach, Kreis Usingen, Deutschland; † 8. September 1938 in Berlin, Deutschland) war ein deutscher  Geiger, Dirigent und Kapellenleiter.
Seine Ausbildung erhielt er in Frankfurt am Main, Prag und Sankt Petersburg. Früh begann er in seiner Heimatstadt eine Laufbahn als Konzertmeister und klassischer Geigensolist. Ausgestattet mit viel Energie für das mit seinem Beruf verbundene mobile Leben führte ihn seine Laufbahn neben Zwischenstationen in Russland und den USA unter anderem nach Nürnberg, Bad Nauheim, Leipzig, Wiesbaden, Berlin, Schloss Lich, Lüdenscheid, Ludwigshafen, Luxemburg und schließlich wieder nach Berlin. Nach dem Ersten Weltkrieg wechselte er in die populäre Sphäre der Musik des frühen Rundfunks und der Schallplattenindustrie.

## Biographie

### Familie und Ausbildung
Heinrich Jacob Wilhelm Ferdinand Kaufmann war das älteste von acht Kindern des Frankfurter Metzgers, Gastwirts, Chorsängers und Operninspizienten Cornelius Kaufmann (1850–1931) und seiner aus Anspach stammenden Frau Lisette Margarethe Kaufmann, geb. Homann (Hohmann) (1956–1929). Er wuchs in einem musikalischen Umfeld auf. Entsprechend wurden auch zwei seiner Geschwister, Willy Kaufmann (1885–1965) und Cornelius Kaufmann (1899–?), Berufsmusiker. Seine Lehrer Hugo Heermann, Alfred Heß, Johann Naret-Koning und Engelbert Humperdinck stammten überwiegend aus dem Umfeld des Opernhauses und des Dr. Hoch’schen Konservatoriums in Frankfurt am Main. Eine Immatrikulation an einem Konservatorium oder einer Hochschule lässt sich für ihn aber nicht nachweisen. Darüber hinaus nahm er, vermutlich privat, bei zwei international bekannten Geigenpädagogen Unterricht, in Prag bei Otakar Ševčík und in St. Petersburg bei Leopold Auer.

### Konzertmeister und Geigensolist
Erste Berufserfahrungen sammelte Ferdinand Kaufmann als Konzertmeister in den Orchestern des Zoologischen Gartens und des Palmengartens in seiner Heimatstadt Frankfurt am Main, bevor er eine Zeitlang bei Otakar Ševčík in Prag Stunden nahm und dann 1903 nach St. Petersburg bzw. Pawlowsk übersiedelte. Dort wirkte er als Geiger im Hoforchester des Zaren sowie möglicherweise im Streichquartett seines vermutlichen Lehrers Leopold Auer. Wahrscheinlich aus Angst vor den frühen revolutionären Unruhen in Russland kehrte er bereits 1904 nach Deutschland zurück. Dort wirkte er, begleitet von der Pianistin Lonny Epstein, an Konzerten der Konzert-Direktion Nagel in Hannover und Mannheim mit, die von der Presse jedoch nicht so positiv aufgenommen wurden. 1905 scheint er noch einmal Unterricht bei Hugo Heermann genommen zu haben. Jedenfalls wirkte an einem Schülerkonzert von dessen Geigenschule in Frankfurt am Main mit. Durch seinen Lehrer dürfte er in dieser Zeit in Kontakt mit dem Geigenvirtuosen Pablo de Sarasate gekommen sein, dessen Werke er immer wieder spielte.
1906 bis 1907 wirkte Ferdinand Kaufmann im Philharmonischen Orchester in Nürnberg und im Winderstein-Orchester in Leipzig. Während der Sommersaison übersiedelte er mit diesen Orchestern jeweils nach Bad Nauheim, um die dortige Kurkapelle zu bilden. Bei dieser Gelegenheit lernte er seine Frau Elisabeth Kautzenbach (1885–1983) kennen, die er 1906 in Bad Nauheim heiratete und mit der er zwei Kinder hatte, Harriet (1907–1998) und Heribert (1912–1990). 1908 bis 1910 war er Konzertmeister des städtischen Kurorchesters in Wiesbaden. Neben seinen Aufgaben als Konzertmeister trat Kaufmann mit den genannten Orchestern als Geigensolist auf. Sein Repertoire umfasste dabei neben Werken von Wolfgang Amadeus Mozart vor allem virtuose Konzerte von Max Bruch, Jenő Hubay, Moritz Moszkowski, Camille Saint-Saëns, Louis Spohr, Ferdinand Thieriot, Henri Vieuxtemps und Henryk Wieniawski.
Nachdem er 1908 ein Engagement an das Hamburg Stadttheaterorchester nicht wahrgenommen hatte, um weiterhin in Wiesbaden bleiben zu können, zog er 1910 nach Berlin um, wo sich in dieser Zeit auch sein früherer Lehrer Hugo Heermann aufhielt. Mit Heermann als Solist des Violinkonzerts von Johannes Brahms gab er im Herbst des Jahres in der Berliner Singakademie ein Konzert als Dirigent des Berliner Philharmonischen Orchesters. Kurz darauf reiste er mit Frau und Tochter in die USA. Dort kamen sie nicht nur mit dem Bruder seiner Frau, dem Dirigenten und Komponisten Arthur Kautzenbach und anderen Freunden zusammen, sondern wollte er vor allem Konzerte geben. Die meisten seiner diesbezüglichen Pläne, die er zunächst mit dem Musikagenten Leo Sturmer und dann mit der Agentur Antonia Sawyers in die Tat umsetzen wollte, etwa in New York City und Meriden (CT), wurden jedoch durch eine Verletzung am Finger sowie eine Typhusinfektion durchkreuzt. Ob er nach seiner Genesung noch Konzerte geben konnte, bleibt unklar. 1912 kehrte die Familie zunächst nach Berlin zurück, um wenig später nach Frankfurt am Main zu ziehen.
Kaufmann gab in den folgenden Jahren zahlreiche Konzerte als Kammermusiker sowie als Solist und erweiterte sein Repertoire in Richtung der klassisch-romantischen Konzertwerke von Ludwig van Beethoven, Johannes Brahms, Antonín Dvořák, Felix Mendelssohn Bartholdy, Wolfgang Amadeus Mozart und Felix Weingartner. Hinzu kamen Werke der Geigenvirtuosen Jenő Hubay und Joan Manén. Mit letzterem stand er auch persönlich in Kontakt. Doch sollte sich der Aufbau seiner Karriere als Geigensolist in den folgenden Jahren als schwierig erweisen. Um den Lebensunterhalt zu verdienen, begann er in Frankfurt am Main Geigenunterricht zu geben; unter seinen Schülern war dabei der junge Ottmar Gerster. Nach Beginn des Ersten Weltkriegs verschlechterte sich die Situation weiter. Viele seiner Schüler verließen ihn, Konzerte wurden abgesagt, und seine Frau und Kinder zogen zu den Schwiegereltern, da er sie nicht mehr versorgen konnte. Schließlich kamen die Kaufmanns 1915 bei der Familie Solms-Hohensolms-Lich auf Schloss Lich in der Nähe von Gießen unter, wo er als Musiklehrer der Kinder der Fürstenfamilie wirkte.

### Wechsel in die Unterhaltungsmusik
Nach dem Ende des Ersten Weltkriegs übersiedelten die Kaufmanns nach Lüdenscheid, wo der Schwiegervater Ferdinand Kautzenbach die Stadtkapelle leitete. Ferdinand Kaufmann wirkte in diesem Ensemble mit und versuchte schließlich selbst, ein Orchester aufzubauen. Zunächst spielte er mit dem Ensemble in einem Kino, schließlich entwickelten sich Pläne, daraus ein von der Stadt Lüdenscheid subventioniertes Stadtorchesters zu machen. Kaufmann gab mit dem Orchester unter Zuspruch der Presse eine Reihe von Konzerten, aber die Finanzierung des Projekts stand auf so wackeligen Füßen, dass er es Anfang 1920 aufkündigen musste und ein Engagement als Konzertmeister bei dem neu gegründeten Landes-Sinfonie-Orchester für Pfalz und Saarland in Ludwigshafen unter Leitung von Ludwig Rüth annahm. Neben der Konzertmeistertätigkeit übernahm er auch hier wieder Aufgaben als Geigensolist und spielte beim Eröffnungskonzert etwa das Violinkonzert op. 77 von Brahms. Vor dem Hintergrund der schwierigen Verhältnisse der Nachkriegszeit entstanden auch in diesem Orchester bald Finanzierungsprobleme, sodass nicht nur Kaufmann das Ensemble verließ. Nach Aufenthalten in Jugenheim und Frankfurt am Main ging Kaufmann 1921, zeitweise begleitet von seinem Sohn, nach Luxemburg, wo er unter dem ungarisch klingenden Künstlernamen Beretvas in den Unterhaltungsetablissements Casino de Luxembourg, Trocadéro, Moulin Rouge und Majestic mit einer der Mode der Zeit folgenden, von ihm geleiteten „ungarischen“ Kapelle mit „ungarischer“ Musik auftrat. Tatsächlich spielte seine Kapelle immer wieder die Musik ungarischer bzw. österreichisch-ungarischer Komponisten oder Musik mit einem ungarischen Flair, darüber hinaus aber auch die breite Palette der Unterhaltungsmusik der Zeit bis hin zu einzelnen Jazznummern aus den USA. Wirtschaftlich ging es ihm nach wie vor nicht gut, und dies änderte sich nach Beendigung seiner Engagements in Luxemburg im Sommer 1923 und der Rückkehr nach Deutschland, wo es in dieser Zeit zu einer Hyperinflation kam, auch erst nach und nach.
Mitte der 1920er Jahre kam die Familie Kaufmann in Berlin wieder zusammen. Ferdinand Kaufmann hatte in der Saison 1924/25 zunächst ein Engagement als Konzertmeister der Großen Volksoper (Theater des Westens) in der Charlottenburger Kantstraße. Nach Auflösung dieser Institution blieb das Orchester zusammen und bildete unter Leitung von Ferdy Kauffman, wie er sich nun nannte, ab dem Frühjahr die Funk-Kapelle der noch jungen Berliner Funk-Stunde. Schließlich schied er auch hier aus und gründete eine eigene Kapelle, die unter wechselnden Namen wie „Ferdy Kauffman und sein Orchester“ oder „Ferdy Kauffman mit seinem Orchester“ im Rundfunk auftrat und vor allem Schallplatten aufnahm. Seine Aufnahmen mit populärem Repertoire erschienen insbesondere bei Electrola, Brillant und His Master’s Voice sowie bei zahlreichen weiteren Labels.

### Letzte Jahre
Nachdem sich die Lage stabilisiert hatte und auch Theodor Simon, der Freund der Tochter, die Familie in vielfältiger Weise unterstützt hatte, verschlechterte sie die Situation Mitte der 1930er Jahre durch gesundheitliche Probleme und damit verbundene Kosten. Der Versuch, bei der Spende „Künstlerdank“ eine Unterstützung zu erlangen, schlug 1938 fehl. Hinzu kam, dass die Reichsmusikkammer mit einer Ordnungsstrafe drohte, falls Kaufmann nicht seinen „Ahnen-Pass“ mit der Dokumentation seiner Abstammung einreichte. Vermutlich bevor er dies tun konnte, starb er am 8. September 1938 in Berlin. Sein Grab befindet sich auf dem Südwestkirchhof in Stahnsdorf.

## Werkverzeichnis
Eine ausführliche Diskographie findet sich in: Sophie Fetthauer: Ferdinand Kaufmann (1877–1938). Lebensstationen eines Geigers und Dirigenten, Riehen: Privatdruck Christian Kaufmann, 2024, S. 109–127.
Auswahl
- Bernards, B.: Crambambuli, Studentenlieder-Fox-Trot, Ferdy Kauffman und sein Orchester, Electrola, 60-892, Nr. EG 1820, o. J. (Aufgenommen im Beethoven-Saal zu Berlin).
- Blon, Franz von: Blumengeflüster, Ferdy Kauffman und sein Orchester, Electrola, 4-040543, Nr. EH 45, o. J.
- Dostal, Nico: Tempo – Tempo!, großes Schlagerpotpourri, 1. und 2. Teil, Ferdy Kauffman und sein Orchester, Electrola, 62-654 und 62-655, Nr. EH 460, o. J. (Aufgenommen im Beethoven-Saal zu Berlin).
- Eilenberg, Richard: Die Mühle im Schwarzwald, Ferdy Kauffman und sein Orchester, Electrola, 8-40549, Nr. EG 493, o. J.
- Ganne, Louis: Ekstase, Ferdy Kauffman und sein Orchester, Electrola, 8-40547, Nr. EG 492, o. J.
- Hannemann, Fritz: Karnevals-Marsch, Peter Schmitz, Orchesterbegleitung: Ferdy Kauffman, Orchestrola, 8825-1, Nr. 2319, o. J.
- Ivanovici, Iosif: Donauwellen, Walzer, Ferdy Kauffman und sein Orchester, Brillant, 3092, Nr. 50, o. J.
- Kálmán, Emmerich: Foxtrot-Potpourri aus der Operette „Die Csardasfürstin“, Ferdy Kauffman mit Orchester, Ultraphon, 15430, Nr. A 673, o. J.
- Ketélbey, Albert William: Die Uhr und das Meissner Porzellan-Pärchen, Charakterstück, Ferdy Kauffman und sein Orchester, Electrola, 62-743, Nr. EH 598, o. J.
- Königsberger, Josef: Marschlieder-Potpourri, 1. und 2. Teil, Ferdy Kauffman und sein Orchester, Electrola, 60-904 und 60-905, Nr. EG 1826, o. J. (Aufgenommen im Beethoven-Saal zu Berlin).
- Lehár, Franz: Das Wolgalied aus der Operette „Der Zarewitsch“, Rudolf Reinh. [Reinhard] Sorger (Tenor), Ferdy Kauffman und sein Orchester, Tempo, T-3123, Nr. 11, o. J.
- Loewe, Carl: Die Uhr, Ballade, Louis van de Sande (Gesang), Ferdy Kauffman und sein Orchester, Brillant, 3185, Nr. 21, [1930].
- Millöcker, Carl: Der Bettelstudent, Potpourri, Ferdy Kauffman und sein Orchester, DeBeGe, 3210, Nr. 2083, o. J.
- Noack, Kurt: Heinzelmännchens Wachtparade, Charakterstück, Ferdy Kauffman und sein Orchester, Grohag, 3204, Nr. 112, o. J.
- Offenbach, Jacques: Barcarole aus: „Hoffmanns Erzählungen“, Ferdy Kauffman und sein Orchester, Brillant, 3076, Nr. 12, o. J.
- Ostermann, Willi: Kölsche Mädcher künne bütze, August Batzem, Orchesterbegleitung: Ferdy Kauffman, Ultraphon, 10351, Nr. A 245, o. J.
- Rhode, Max: Dornröschens Brautfahrt, Charakterstück, Salon-Orchester Ferdy Kauffman, Jupiter, 6285, Nr. 3137, o. J.
- Schubert, Franz: Schubert im Dreimäderl-Haus, Potpourri, Ferdy Kauffman und sein Orchester, Brillant, 2128 I, Nr. 8, o. J.
- Siede, L. Ludwig: Chinesische Strassen-Serenade, Charakterstück, F. Kauffman und sein Orchester, Elektroton, T. 3208, Nr. 130, o. J.
- Stolz, Robert: Im Prater blühn wieder die Bäume, Ferdy Kauffman und sein Orchester, Electrola, 8-405890, Nr. EG 704, o. J.
- Strauß (Sohn), Johann: „Der Zigeunerbaron“, Potpourri, 1. und 2. Teil, Ferdy Kauffman und sein Orchester, HMV, 4-040519 und 4-040520, Nr. AN 64, o. J.
- Suppé, Franz von: Melodien von Suppé, Potpourri, Ferdy Kauffman und sein Orchester, Brillant, 3207, Nr. 10, o. J.
- Waldteufel, Émile: Mein Traum, Walzer, Ferdy Kauffman und sein Orchester, Pallas, C 95, Nr. 250, o. J.
- Yoshitomo [Zimmer, Karl]: Im Teehaus zu den hundert Stufen, Japanische Reminiscenz, Ferdy Kauffman und sein Orchester, Electrola, 60-1395, Nr. EG 2189, o. J.
- Zeller, Carl: Der Vogelhändler, Potpourri, 1. und 2. Teil, Ferdy Kauffman und sein Orchester, HMV, 4-040631 und 4-040632, Nr. EH 117, o. J.